# Regius Professor of Natural History (Aberdeen)

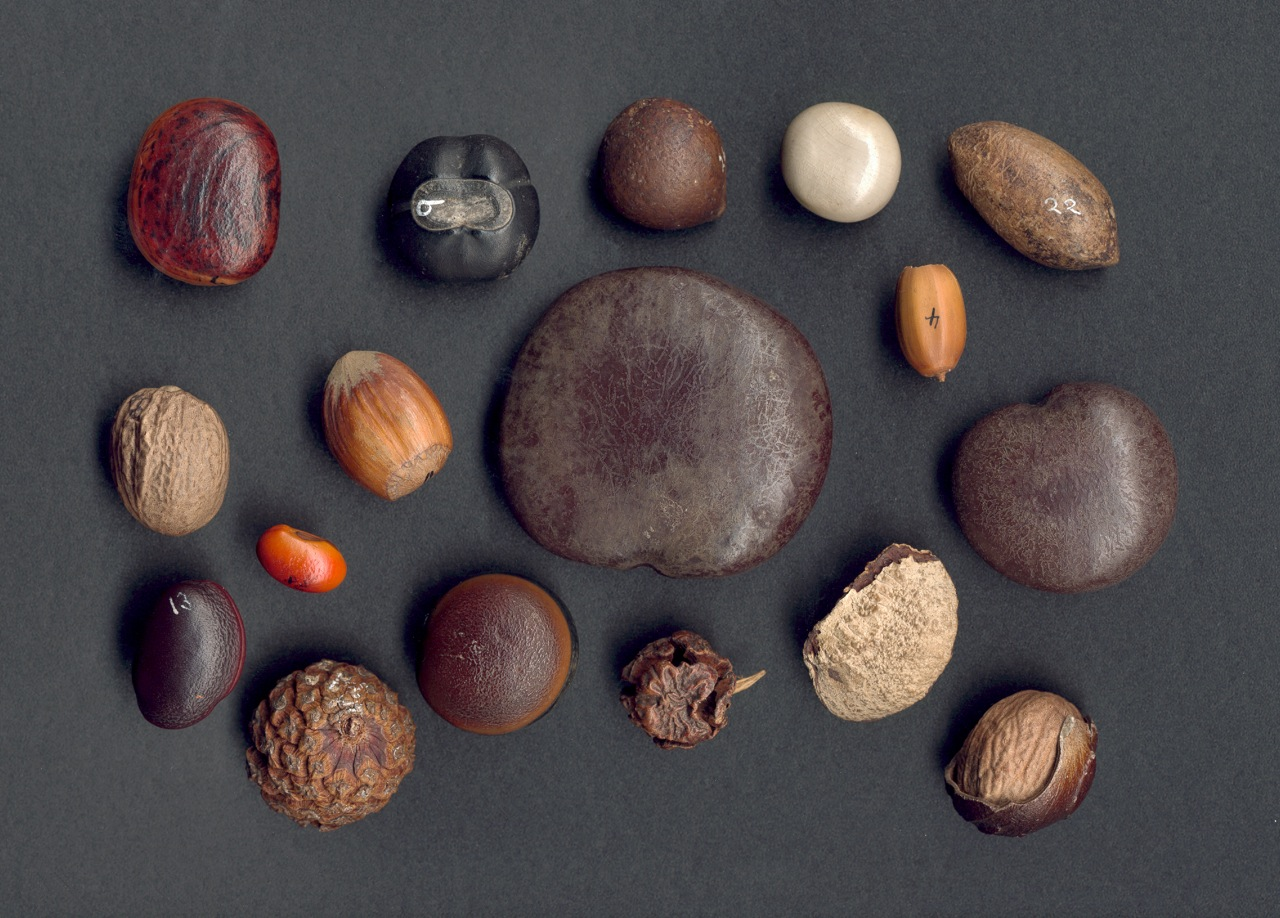
Von William L. Macgillivray, Neffe des ehemaligen Regius-Professors William MacGillivray, zwischen 1908 und 1919 auf den äußeren Hebriden gesammelte, angetriebene, südamerikanische Samen. Ausstellungsstück der naturkundlichen Sammlung in Aberdeen

Der Regius Professor of Natural History ist eine Regius Professur der University of Aberdeen in Schottland. Die Professur wurde einige Zeit vor 1858 als Regius Professor of Civil and Natural History am Marischal College eingerichtet. Als Marischal 1860 mit Kings College zur University of Aberdeen verschmolzen wurde, wurde die Professur umbenannt.
Neben dieser Regius Professur gibt es seit 1870 einen Regius Chair of Natural History an der Universität Edinburgh sowie einen 1807 als Natural History gegründeten, heute als Regius Chair of Zoology bezeichneten Lehrstuhl an der Universität Glasgow.

## Inhaber
| Name                                       | Namenszusatz                   | von           | bis           | Anmerkung |
| ------------------------------------------ | ------------------------------ | ------------- | ------------- | --- |
| Francis Skene                              |                                | 11. Jan. 1753 | 1775          | Bis 1753 rotierten die Professoren in der Lehre der verschiedenen Universitätsfächer. 1753 wurde diese Rotation zugunsten von festen Zuteilungen beendet und die Professoren konnten sich auf Fachgebiete spezialisieren. Skene übernahm die Naturgeschichte und wurde so erster Professor auf diesem Lehrstuhl, obwohl das Fach schon lange am Marischal College gelehrt wurde. |
| George Skene                               |                                | 1775          | 1788          | George folgte seinem Vater im Amt nach und hielt dieses für 15 Jahre. Er kehrte der Lehre den Rücken, um sich voll seiner Arztpraxis in Aberdeen widmen zu können. |
| William Morgan                             |                                | 10. Mai 1788  | 2. Sep. 1788  | |
| James Beattie                              |                                | 22. Okt. 1788 | 5. Okt. 1810  | |
| Robert Rainy                               |                                | 1811          | 10. Apr. 1811 | Die Schreibweise des Namens unterscheidet sich, einmal Rainy, ein anderes Mal Renny. |
| James Davidson                             |                                | 1. Juli 1811  | 19. Feb. 1841 | |
| William MacGillivray (* 1796; † 1852)      |                                | 17. Mai 1841  | 5. Sep. 1852  | |
| James Nicol                                | F.G.S., F.R.S.E.               | 15. Sep. 1853 | 1878          | Am 15. September 1860 wurden Marischal und Kings College zur University of Aberdeen verschmolzen und die Professur nicht länger als Regius Professor of Civil and Natural History, sondern als Regius Professor of Natural History bezeichnet. |
| James Cossar Ewart                         | Esq., M.D., F.R.S.             | 1879          | 1882          | Ewart verließ Aberdeen, um 1882 den Regius Chair of Natural History in Edinburgh zu übernehmen. |
| Henry Alleyne Nicholson (* 1844; † 1899)   |                                | 1882          | 1899          | |
| John Arthur Thomson (* 1861; † 1933)       |                                | 1899          | 1930          | |
| James Ritchie                              |                                | 1930          | 1937          | |
| Lancelot Thomas Hogben (* 1895; † 1975)    |                                | 1937          | 1941          | Der Biologe Hogben entwickelte während des Zweiten Weltkriegs die Kunstsprache Interglossa. |
| Alister Clavering Hardy (* 1896; † 1985)   | F.R.S.                         | 1942          | 1945          | Hardy verließ die Professur, um den Linacre Chair of Zoology an der University of Oxford zu übernehmen. Neben der Biologie interessierte sich Hardy auch für Religion, deren Ursprung er in der Biologie suchte. Seine tiefe Religiosität inspirierte den Titel seiner von David Hay verfasste Biografie, „God’s Biologist.“ |
| Vero Copner Wynne-Edwards (* 1906; † 1997) |                                | 29. Dez. 1945 | 30. Sep. 1974 | In Leeds geboren und an der University of Oxford ausgebildet, wechselte Wynne-Edwards über Bristol nach Kanada, wo er bis zum Ende des Zweiten Weltkriegs unterrichtete. Seine bekanntesten Arbeiten handeln von der Theorie der Gruppenselektion und von der Ökologie, die auch wesentlich durch Wynne-Edwards Arbeiten als eigenes Fachgebiet etabliert wurde. |
| George Mackenzie Dunnet (* 1928; † 1995)   | Esq., B.Sc., Ph.D., F.R.S.(Ed) | 10. Feb. 1974 | 1992          | Dunnet hatte in Aberdeen studiert und wurde dort promoviert. Er hielt sich für fünf Jahre in Australien auf und kehrte dann als Dozent nach Aberdeen zurück, wo er die zoologische Forschungsstation in Cultery aufbaute. 1971 wurde er Professor und 1974 zum Regius Professor berufen. Seine wichtigsten Forschungsgebiete waren einerseits Flöhe, andererseits Vögel. Er wurde ein außerordentlich einflussreicher Berater für die Politik und vertrauenswürdiger Vermittler zwischen Umweltschützern und Vertretern der Industrie. Für seine Bemühungen wurde der 1983 OBE und 1993 CBE geadelt. |
| Paul Adrian Racey                          | F.R.S.E.                       | 4. März 1993  | 6. Mai 2009   | Racey hatte sich früh für Fledermäuse interessiert und forschte vordringlich zum Schutz und der Bewahrung der Artenvielfalt. Nach ihm wurde die Racey-Zwergfledermaus auf Madagaskar benannt. |
| nicht besetzt                              |                                | 7. Mai 2009   | 6. Jan. 2014  | |
| Christopher John Secombes                  |                                | 7. Jan. 2014  |               | Secombes interessierte sich für Fische und Immunologie der Fische, die in einem Medium leben, dass Infektionen leichter als an der Luft ermöglicht. Seine Forschungen finden in Fischfarmen praktische Anwendung. |